# میک بچه سر راهی
پیداکردن میک (فرانسوی: P'tit-Bonhomme‎) یک رمان به زبان فرانسوی اثر ژول ورن می‌باشد. که در سال ۱۸۹۳ منتشر شد. این کتاب همچنین بنام فرزند ایرلند ترجمه شده است.